# Pigello Portinari
Pigello Portinari (* 1421 - † 1468) est un banquier italien du XVe siècle lié à la banque des Médicis.

## Biographie
D'origine florentine, Pigello Portinari s'installe à Milan aux alentours de 1452 à la demande de Cosme de Médicis pour assurer la direction de la filiale milanaise de la banque des Médicis.
Pigello est le commanditaire de la chapelle dédiée à Saint Pierre de Vérone, à l'intérieur de la basilique Sant'Eustorgio de Milan, commencée en 1462 et terminée en 1467, plus connue sous le nom de chapelle Portinari. Son frère cadet Tommaso, également un banquier à la banque Medicis, commandera en 1475 un retable connu sous le nom triptyque Portinari au peintre Hugo van der Goes. 
Pigello est également le commanditaire du siège de la banque Médicis (it), situé Via di Bossi.